# 西居尔·约根森
西居尔·约根森（挪威語：Sigurd Jørgensen，1887年2月15日—1929年12月14日），挪威男子竞技体操运动员。他曾代表挪威获得1912年夏季奥运会体操比赛男子团体自由式金牌。他于1887年在卑尔根去世。